# D'Aulisio Garigliota
I d’Aulisio Garigliota sono un'antica famiglia nobile napoletana.

## Storia
Già prima del 1700, fu fortemente legata alla Real Casa dei Borbone delle Due Sicilie ai cui Sovrani, succedutisi nel tempo, i suoi componenti offrirono svariati servigi. Della fedeltà e attaccamento alla corona delle Due Sicilie, sono testimonianza alcuni documenti ancora oggi reperibili e risalenti al periodo che va dal 1779 al 1880, prevalentemente contenuti in atti pubblici dell’epoca. Sin da epoca remota, i d'Aulisio Garigliota risultano, infatti, menzionati con il titolo di marchese e hanno annoverato, tra i loro membri, molti uomini di chiesa, militari e funzionari pubblici di alto rango assai fedeli e devoti alla Corona delle due Sicilie.
Esistono, ancora oggi, discendenti viventi della nobile famiglia dei d'Aulisio Garigliota.
Così come per la gran parte delle famiglie nobili napoletane del 1800, un significativo contributo alla ricostruzione genealogica anche della casata dei marchesi d’Aulisio Garigliota, lo hanno fornito, le tavole genealogiche manoscritte di ivio Serra di Gerace depositate in perpetuum nel 1949 presso l’Archivio di Stato di Napoli.

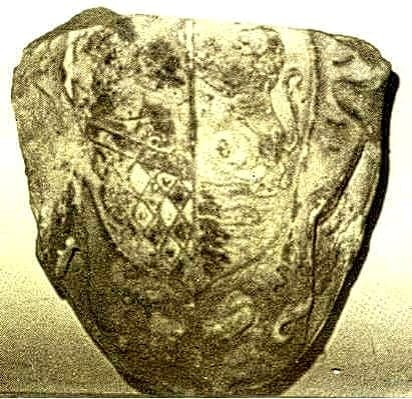
Lo stemma in pietra, della Casata, era originariamente collocato sul camino della sala Carlo Gesualdo nel Palazzo Marchionale di Taurasi, appartenuto ai d'Aulisio Garigliota

Non si hanno notizie più remote e antecedenti al 1700 ad eccezione di alcune informazioni trasfuse in un’attestazione giudiziale, sottoscritta presso la Pretura di Napoli il 24 aprile 1953, dalla quale si ricava che la famiglia d’Aulisio Garigliota avesse origini spagnole trasferitasi a Napoli al seguito di Carlo V d'Asburgo, imperatore del Sacro Romano Impero, nonché re di Napoli con il nome di Carlo IV intorno alla metà del 1500.
Nel prefato documento si legge, altresì, che il cognome in origine fu ortograficamente D’Aloyso y Garilotta, successivamente italianizzato in d’Aulisio Garigliota e decorato con il titolo di marchesi di Polvica e Santa Croce.

## Luigi d'Aulisio Garigliota
Le notizie più antiche della casata, riguardano Luigi nato il 5 marzo 1779 e morto l’8 agosto 1846 all’età di 67 anni. 
Luigi fu figliolo del marchese Costantino d'Aulisio Garigliota (1716-1812) e di Maria Grazia Gomez Paloma, figlia del tenente generale don Errico, marchese di Olivera.
Di questo membro si ricavano molte notizie sia dall’Almanacco Reale del Regno delle Due Sicilie, sia da altri documenti.
Educato nel collegio della Marina di Napoli, nel 1799 a soli 20 anni fu decorato con una medaglia d’onore e fu nominato dal re Ferdinando I, Alfiere di vascello. Due anni dopo, nell’anno 1801 era già Tenente di Vascello. Luigi sposò Carolina Sanchez il 9 ottobre 1818 la quale morì il 22 gennaio del 1856.
Portò a termine importanti incarichi per la Corona alla quale dimostrò assoluta fedeltà al punto da essere insignito della croce del Sacro Militare Ordine Costantiniano di San Giorgio.
Nel 1825 all’età di 45 anni, Luigi si ritira dalla carica militare lasciando ragguardevole memoria dei suoi servigi militari, come testimonia il suo inserimento tra i membri del Reale Ordine di San Giorgio della Riunione, istituito il 1º gennaio del 1819, da re Ferdinando I proprio con il proposito di premiare il valore, il merito e i servigi militari. 
Ciononostante, Luigi non smise mai di prestare i suoi favori al Regno. Fu maestro dei giovani allievi della Marina, direttore dell’arsenale e dell’ospedale della Marina, comandante del distretto di Pescara e procuratore del Re in vari consigli di guerra.

## Mariantonia d'Aulisio Garigliota
Particolare menzione deve esser fatta per Mariantonia (1765-1844) sorella di Luigi e figliola anch'essa del Marchese Costantino d'Aulisio Garigliota, in quanto la sua storia familiare si intreccia con quella della nobile famiglia napoletana dei Carbonelli, Baroni di Letino.
Mariantonia, infatti, a 21 anni tra il febbraio e il maggio del 1786, sposò Domenico Carbonelli, Barone di Letino..
Un'ulteriore conferma del legame tra la famiglia dei Baroni Carbonelli e quella dei marchesi d’Aulisio Garigliota, è documentata da uno scritto risalente al 1870, in morte del conte don Giuseppe Carbonelli barone di Letino, uno dei sette figliuoli di Maria Antonia avuti con il barone Domenico Carbonelli, morto a Napoli il 30 settembre 1870.
Della stessa Mariantonia si conserva un’orazione per la sua morte, scritta da Michele Radogna nel 1845. È interessante notare come, anche nelle generazioni successive il legame familiare con i Carbonelli si ripropone. Nel 1889, Laura d'Aulisio Garigliota (1863 - 1935), nipote diretta del marchese Giuseppe (1839) sposerà  Guglielmo Carbonelli dei Baroni di Letino (1860-1924), procuratore presso la Corte di Cassazione.

## Costantino d'Aulisio Garigliota
Il marchese Costantino nacque a Napoli il 3 settembre 1815, dal Marchese Salvatore (1774-1842) e Maria Antonia (1795-1874) figlia del commendatore don Raffaele Stalhy, ambasciatore e consigliere del re Ferdinando II di Borbone dal quale ebbe in dono una bottoneria di diamanti. 
Dall’Almanacco Reale del Regno delle Due Sicilie per l’anno 1843, si ricavano notizie sulla nomina di Costantino ad eletto della città di Napoli, che al tempo viveva alla salita Sant'Antonio a Tarsia e al quale fu assegnata la sezione Mercato
A Napoli, in quegli anni, furono indette elezioni per nominare dei controllori delle varie sezioni e quartieri della città al fine di poter garantire una migliore amministrazione del territorio. Sindaco fu nominato il Duca di Bagnoli Nazario Sanfelice e tra gli eletti aggiunti si trova proprio tale marchesino Costantino d’Aulisio Garigliota.
Dopo aver rivestito la carica di eletto della città di Napoli per sette anni, sino al luglio 1850, fu sostituito da tale Francesco Capparelli, ed inviato a Paola nel mese di agosto, per assumere la carica di Sovrintendente del distretto.
Si racconta che la sera del 2 agosto 1850 il sovrintendente Marchese d’Aulisio Garigliota, organizzò una solenne festa in onore della visita della regina Maria Teresa d’Austria, seconda moglie di Ferdinando II di Borbone, come mai era avvenuto in passato a Paola. Tra le alte cariche ricoperte per il Regno, si ricordano anche il segretariato generale dell'Aquila e la prefettura di Caserta.

## Carlo d'Aulisio Garigliota

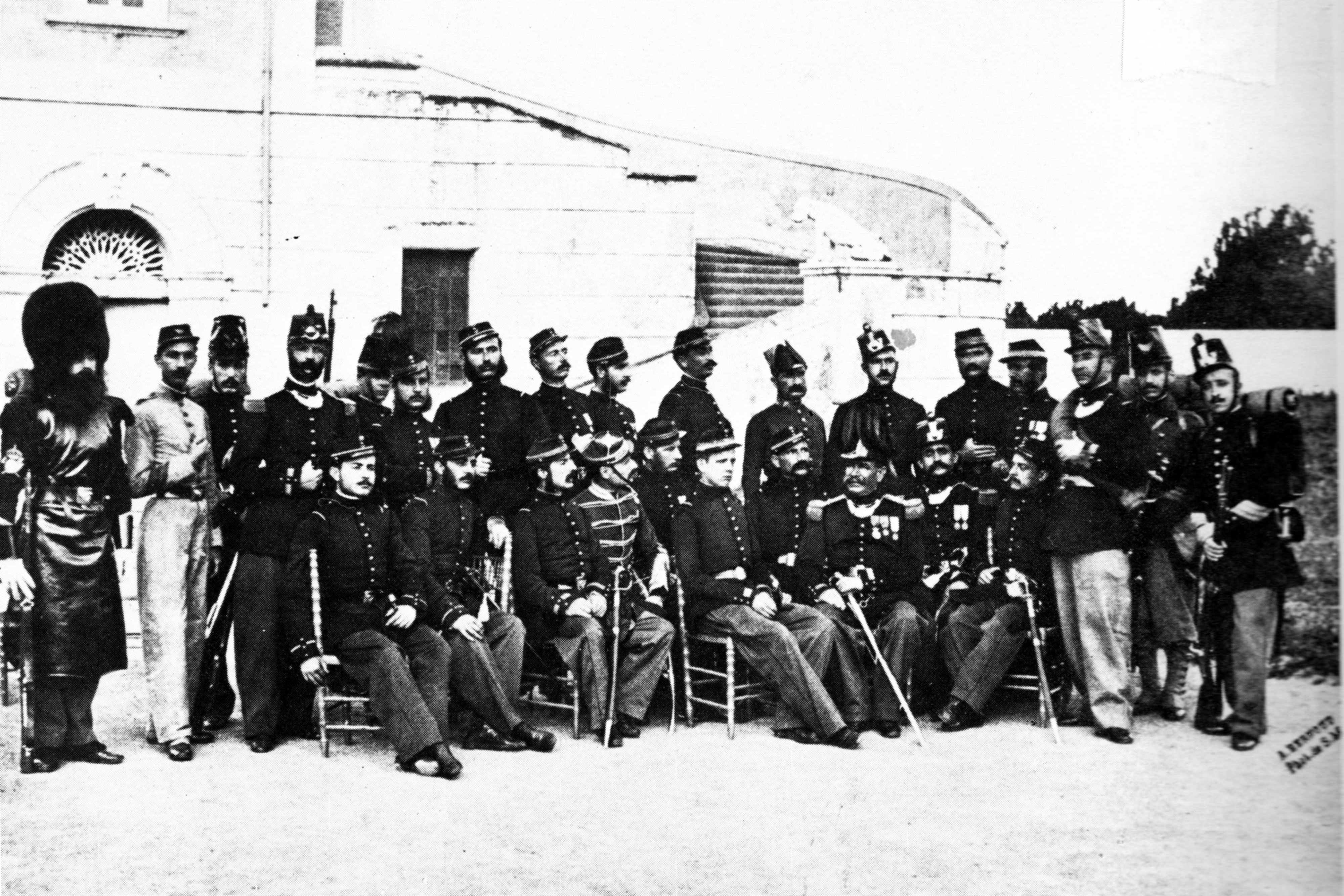
16º Battaglione Cacciatori comandato da S.A.R. Luigi Maria di Borbone Conte di Trani, con il capitano Carlo dei Marchesi d'Aulisio Garigliota

Figlio del marchese Salvatore, giudice conciliatore della sezione Chiaia di Napoli, e fratello minore del marchesino Costantino, Carlo (1823-1893) sin da giovane fu impegnato in rilevanti affari pubblici per il Regno.
A soli 20 anni fu regio procuratore della diocesi di Aversa, mentre
l’anno successivo fu nominato Guardia del Corpo a Cavallo con Regio decreto dell’8 febbraio 1844
È interessante ricordare, a questo proposito, che il 1º gennaio 1860, fu costituito l'ultimo del Battaglione Cacciatori, e precisamente il 16° il cui comando fu affidato a S.A.R. Luigi Maria di Borbone conte di Trani, fratello del Re, coadiuvato dal maggiore Camillo Leone. Formato con soldati scelti fu addestrato a Capua e fu acquartierato a Napoli. Tra i Capitani del Battaglione, fu schierato anche Carlo d'Aulisio Garigliota, che nel settembre 1860 assieme agli altri compagni d'armi, raggiunse prima Capua e poi Gaeta dove rimase in guarnigione, partecipando attivamente e fervidamente per respingere l'esercito garibaldino.

## Giuseppe d'Aulisio Garigliota
Giuseppe (n.1839) fu il primo erede maschio del Marchese Costantino d’Aulisio Garigliota e Luisa Giugnano.
Seguendo l'esempio dello zio paterno Carlo, dimostrò il suo attaccamento alla corona napoletana al punto che il 24 aprire 1860, all’età di 21 anni, fu nominato Guardia del Corpo a Cavallo. Suo fratello Guglielmo fu Procuratore Generale del Re e Procuratore Generale presso il Tribunale Civile e Penale di Lucca. 

## Pasquale d’Aulisio Garigliota
Nacque il 17 maggio 1768 dal marchese Costantino d'Aulisio Garigliota (1716 -1812) e Maria Grazia Gomez Paloma, dei Marchesi di Olivera. Mentre a suo fratello Salvatore venne riconosciuto il diritto jure sanguinis di tramandare il titolo di marchese, lui fu destinato alla vita di chiesa come suo fratello Raffaele. Dopo le turbolenze politiche del 1799, in occasione della breve vita della Repubblica Partenopea, Pasquale, fu costretto a recarsi in esilio in Francia e per molti anni ivi fu sacerdote.
Si narra che visse stentatamente in quanto a causa dell'interruzione dei rapporti tra il Regno delle Due Sicilie, non gli fu possibile ricevere aiuto dalla sua famiglia. Morì il 29 settembre 1846